# Polityka zaciskania pasa
Polityka zaciskania pasa (ang. austerity) – polityka zmniejszania deficytu budżetowego poprzez gwałtowne cięcia wydatków państwa. Przykładem polityki zaciskania pasa jest Grecja po kryzysie zadłużenia w 2009.